# Yachimata
Yachimata (Japans: 八街市, Yachimata-shi) is een stad in Japan. Het ligt in de prefectuur Chiba. In 2013 woonden er ongeveer 71.287 mensen op een oppervlak van 74,87 km². 
Steden:
Abiko · Asahi · Chiba (hoofdstad) · Choshi · Funabashi · Futtsu · Ichihara · Ichikawa · Inzai · Isumi · Kamagaya · Kamogawa · Kashiwa · Katori · Katsuura · Kimitsu · Kisarazu · Matsudo · Minamiboso · Mobara · Nagareyama · Narashino · Narita · Noda · Oamishirasato · Sakura · Sanmu · Shiroi · Sodegaura · Sosa · Tateyama · Tomisato · Togane · Urayasu · Yachimata · Yachiyo · Yotsukaido

Districten:
Awa · Chosei · Inba · Isumi · Katori · Sanbu
Gemeenten per district